# Ufficio di traduzione (Impero ottomano)
L'Ufficio di traduzione (in turco Tercüme Odası, in francese Direction de Traduction, altrimenti detto Bureau des Interprètes o Cabinet des Traducteurs) era un organo del governo dell'Impero ottomano che traduceva documenti da una lingua all'altra. Il movimento dei Giovani Ottomani nacque tra alcuni dei suoi membri.
Il governo lo creò nel 1821, poiché le autorità ottomane volevano formare un proprio corpo di traduttori turchi invece di utilizzare i fanarioti a causa della guerra d'indipendenza greca. La maggior parte del personale delle missioni diplomatiche ottomane in Europa proveniva da questo ufficio.
Gli stipendi e il rilievo dell'ufficio aumentarono dopo gli anni Trenta del XIX secolo, in seguito alla battaglia di Konya e al trattato di Unkiar-Skelessi.
L'ufficio creò versioni in lingua francese dei documenti ufficiali, che si rivolgevano agli stranieri e ai non Musulmani ottomani.

## Personale di rilievo
- Mehmed Alì Pascià[5]
- Fu'ad Pascià[5]
- Ahmed Vefik Pascià